# Kim Bum
Kim Sang-bum (en hangul, 김범; Seúl, 7 de julio de 1989) conocido profesionalmente como Kim Bum es un actor y modelo surcoreano, conocido principalmente por haber interpretado a So Yi-jung en la popular serie de televisión Boys Over Flowers. El actor ha seguido vigente en la pantalla con series como Tale of the nine tailed y su precuela Tale of The Nine Tailed 1938.

## Biografía
Kim Bum nació en Seúl, Corea del Sur el 7 de julio de 1989. 
Estudió en la Universidad de Jungang en el Departamento de Cine y Teatro. 
En abril del 2018 inició su servicio militar obligatorio, el cual finalizó el 14 de marzo del 2020.
Es buen amigo del actor y cantante Jung Il-woo y de los actores Choi Tae-joon (con quien comparte fecha de cumpleaños) y Lee Min Ho. Con ellos trabajó en las series Padam Padam y Boys Over Flowers, respectivamente.
En 2013 salió brevemente con la actriz Moon Geun-young, pero la relación finalizó en mayo de 2014, después de sólo siete meses.
El 28 de marzo del 2018 se anunció que estaba saliendo con la actriz Oh Yeon Seo, sin embargo la pareja terminó a finales del mismo año.

## Carrera
Es miembro de la agencia "King Kong by Starship" (previamente conocida como "King Kong Entertainment") de Starship Entertainment (스타쉽 엔터테인먼트).
Kim ganó la Survival Star Audition, y fue puesto en el 8.º lugar, pero debido a que solo tenía 17 años, él no pudo proseguir con la audición, debido a que el programa fue armado para actores de 20 años. El programa le abrió muchas oportunidades a Kim, el recibió múltiples roles y su popularidad disparó.
En 2008, Kim ganó el Netizen Popularity Award en el Festival de Drama Coreano.
Su papel más famoso fue interpretar al joven Lee Dong-cheol en East of Eden y So Yi-jung , uno de los miembros del F4, en Boys Over Flowers, la versión coreana del manga japonés Hana Yori Dango.
En diciembre de 2011 protagonizó la serie Padam padam, junto a Han Ji-min y Jung Woo-sung, con el papel del amigo y protector del personaje interpretado por este último.
El 7 de octubre del 2020 se unió al elenco de la serie Tale of the Nine Tailed (también conocida como "The Tale of Gumiho"), donde dio vida a Lee Rang, el medio hermano de Lee Yeon (Lee Dong-wook) y un gumiho peligroso que alberga un profundo desprecio por los humanos a pesar de vivir entre ellos, hasta el final de la serie el 3 de diciembre del mismo año. Tres años después volvería al mismo personaje en la segunda temporada de la serie, titulada Tale of the Nine Tailed 1938.
En abril de 2021 se unió al elenco principal de la serie Law School, donde interpretó a Han Joon-hwi, un estudiante de derecho de primer año que está entre los mejores de su clase.
En junio del mismo año se confirmó que se uniría al elenco de la serie Ghost Doctor para interpretar a Go Seung-tak, un residente muy inteligente que proviene de un entorno privilegiado.

## Filmografía

### Series de televisión
| Año  | Título                                           | Personaje                                  | Canal   | Ref.                 |
| ---- | ------------------------------------------------ | ------------------------------------------ | ------- | -------------------- |
| 2006 | Rude Women                                       | Jung Hyun-joon                             | MBC     |                      |
| 2006 | High Kick!                                       | Kim Beom                                   | MBC     |                      |
| 2008 | East of Eden                                     | Lee Dong-cheol (15 años)                   | MBC     |                      |
| 2009 | Boys Over Flowers                                | So Yi-jung                                 | KBS 2TV |                      |
| 2009 | Dream                                            | Lee Jang-seok                              | SBS     |                      |
| 2009 | High Kick Through The Roof                       | Sobrino de Ja-ok                           | MBC     |                      |
| 2010 | The Woman Who Still Wants to Marry               | Ha Min-jae                                 | MBC     |                      |
| 2010 | Haru: An Unforgettable Day in Korea              | Fotógrafo                                  | OTNC    |                      |
| 2011 | Padam Padam: The Sound of His and Her Heartbeats | Lee Kook-soo (Ángel personal de Kang Chil) | JTBC    |                      |
| 2012 | High Kick: Revenge of the Short Legged           | cameo (Ep. 108)                            | MBC     |                      |
| 2013 | That Winter, the Wind Blows                      | Park Jin-sung                              | SBS     |                      |
| 2013 | Goddess of Fire                                  | Kim Tae-do                                 | MBC     |                      |
| 2014 | The Micro Era of Love (微时代之恋)               |                                            | Tencent |                      |
| 2015 | Hidden Identity                                  | Cha Geon-woo                               | tvN     |                      |
| 2016 | Mrs. Cop 2                                       | Lee Ro-joon                                | SBS     |                      |
| 2020 | Tale of the Nine Tailed                          | Lee Rang                                   | tvN     | [ 15 ]               |
| 2021 | Law School                                       | Han Joon-hwi                               | JTBC    |                      |
| 2022 | Ghost Doctor                                     | Dr. Ko Seung-tak                           | tvN     | [ 16 ] [ 17 ] [ 18 ] |
| 2023 | Tale of the Nine Tailed 1938                     | Lee Rang                                   | tvN     | [ 10 ] [ 19 ]        |

### Película
| Año  | Título                                      | Rol        |
| ---- | ------------------------------------------- | ---------- |
| 2007 | Hellcats                                    | Lee Ho Jae |
| 2008 | Gosa                                        |            |
| 2008 | Death Bell                                  | Kang Hyeon |
| 2009 | Flight                                      | Si Beom    |
| 2013 | Young Detective Dee: Rise of the Sea Dragon | Yuan Zhen  |
| 2013 | Psychometry                                 | Kim Joon   |
| 2015 | Lovers and Movies                           | Lin Jun    |
| 2015 | The Beloved                                 |            |
| 2018 | Detective K: Secret of the Living Dead      | Cheon-moo  |

### Programas de variedades
| Año  | Programa                         | Notas                 |
| ---- | -------------------------------- | --------------------- |
| 2021 | DoReMi Market (Amazing Saturday) | (ep. #192) - invitado |
| 2020 | Amazing Saturday (DoReMi Market) | invitado - (Ep. #128) |

### Presentador
| Año  | Evento                           | Notas                    |
| ---- | -------------------------------- | ------------------------ |
| 2021 | The Fact Music Awards (2021 TMA) | presentador de categoría |

### Revistas / sesiones fotográficas
| Año  | Título          | Notas               |
| ---- | --------------- | ------------------- |
| 2020 | ELLE Magazine   | [ 23 ]              |
| 2020 | Harper's Bazaar | junto a Kim Yong-ji |

## Discografía
- 2009: «I`m going to meet» para BSO de Boys Over Flowers
- 2010: «Confession» para The Woman Who Still Wants To Marry
- 2010: «The Woman Who Cut My Guitar String» para The Woman Who Still Wants To Marry

## Premios y nominaciones
- 2008: 2nd Korea Drama Awards: Premio de internautas (East of Eden)
- 2009: 45th Baeksang Arts Awards: Nominado por Mejor nuevo actor (TV) (East of Eden)
- 2009: 3rd Mnet 20's Choice Awards: Nominado por Estrella masculina HOT de dramas (Boys Over Flowers)
- 2009: Arirang TV 1000th Episode Poll: Premio a mejor pareja con Kim So Eun (Boys Over Flowers)
- 2009: Andre Kim Best Star Awards: Premio a estrella masculina
- 2009: SBS Drama Awards: Premio a nueva estrella (Dream)
- 2009: KBS Drama Awards: Nominado por Mejor nuevo actor (Boys Over Flowers)
- 2013: 49th Baeksang Arts Awards: Nominado por Mejor nuevo actor (Cine) (The Gifted Hands)
- 2013: Seoul International Drama Awards: Nominado por Actor más popular (That Winter, the Wind Blows)
- 2013: SBS Drama Awards: Nominado a Premio a la excelencia, Actor en Miniseries (That Winter, the Wind Blows)
- 2022: 13th Korea Drama Awards: Ganador del Premio a la gran excelencia (Ghost Doctor).[25][26]